# Zdzisław Bieniek
Zdzisław Bieniek  (Krakkó, 1930. május 9. – 2017. december 21.) válogatott lengyel labdarúgó, fedezet, olimpikon.

## Pályafutása

### Klubcsapatban
1945 és 1951 között a Garbarnia Kraków labdarúgója volt. 1951-ben a Zawisza Bydgoszcz, majd 1952-53-ban a CWKS Warszawa csapataiban szerepelt. 1953 és 1964 között ismét a Włókniarz Kraków játékosa volt.

### A válogatottban
1952 és 1954 között hét alkalommal szerepelt a lengyel válogatottban. Részt vett a csapattal az 1952-es helsinki olimpián.